# 頼朝 (実業家)
頼朝（よりとも、1971年8月5日 - ）は、歌舞伎町にあるホストクラブ『RyuguJo』社長（オーナー）、ホスト。ボランティア団体『夜鳥の界』発起人。実業家。血液型A型。身長176cm。法政大学法学部卒業。本名は洋一郎（姓は非公表）。

## 人物・来歴
1995年、24歳のとき、600万円の借金を返済するため、サラリーマンをしながら二束のわらじでホストを始める。その後、歌舞伎町の老舗ホストクラブ『TOP DANDY』のナンバーワンとしてテレビ、雑誌などのメディアに取り上げられる。
現役10年の節目であった2005年、独立して『club Ryugujo』を立ち上げる。2011年に閉店。 日本ソムリエ協会認定資格ソムリエ資格取得。
- 2005年、手塚真輝らとともに日本初のホストたちのボランティア団体『夜鳥の界』を立ち上げる。
- 2008年、テレビ朝日系のドラマ『ギラギラ』の監修に携わる。
- 2010年、歌舞伎町にて『たいよう整骨院』を開業する。
- 2012年、ミクロネシア連邦観光親善大使に本名にて任命される。

## 著作
エッセイ
- 『あなたはナンバーワンになれる-脱サラホストが明かす「もう一人の自分」の創り方-』著/頼朝、発行/河出書房新社、2003年）
- 『男の裏顔 女の裏顔-自分のヒキを強くする（秘）テクニック-』（著/頼朝、発行/河出書房新社、2007年）
- 『THIS is KABUKI CHO』著/頼朝、発行/シーズ情報出版、2011年）

## 出演
テレビ
- サンデージャポン - サンジャポファミリーとして、「頼朝社長」の名で度々VTRで出演する。2007年10月7日、10月14日に「サンジャポ波瀾万丈」が放送された。
- おとなの学力検定スペシャル小学校教科書クイズ!（日本テレビ、2010年1月9日）

DVD
- Champagne Call2（発売：エイベックス）

PV
- 「eye love you〜ロマンス〜」（着うた配信）
女性ファッション誌「JELLY」のモデル・高橋真依子と、モデル仲間の渡辺望との女性デュオ『anju』のデビュー曲[2]。TBS系『サンデージャポン』の頼朝社長の登場シーンで『ロマンス』を流す縁からanjuのプロモーションビデオにも出演している。

## 関連人物
- 坂本一生
タレント業の傍ら頼朝社長が経営する『club RyuguJo』でホストとして勤務している。
- 愛田武
DVD『Champagne Call2』で社長同士共演。
- 手塚真輝
頼朝社長と共にボランティア団体『夜鳥の界』を発足させた発起人の一人。